# Leidse Rugbyclub DIOK
Dernière mise à jour : 23 mars 2013.
Le Leidse Rugbyclub DIOK est un club de rugby à XV néerlandais basé à Leyde. Fondé le 28 mars 1971, le club participe au championnat des Pays-Bas de rugby à XV.

## Histoire
Le Leidse Rugbyclub DIOK a comme nom d'origine DIOK, une abréviation de la « persévérance est notre force », Doorzetten Is Onze Kracht. Le club est fondé le 28 mars 1971 avec l'aide de la Leiden Student Society Rugby (LSRG). Depuis 1981, DIOK compte également une section féminine. L'équipe masculine évolue dans la compétition la plus élevée du rugby néerlandais, le championnat des Pays-Bas de rugby à XV. L'équipe féminine joue à un niveau inférieur.

## Palmarès
Le club a un des palmarès les plus riches des Pays-Bas avec onze titres de champion.
- Vainqueur du Championnat des Pays-Bas de rugby à XV en 1981, 1989, 1990, 1991, 1992, 1993, 1994, 1995, 1996, 1997, 1998, 2019 et 2022